# بنیاد ملی علوم

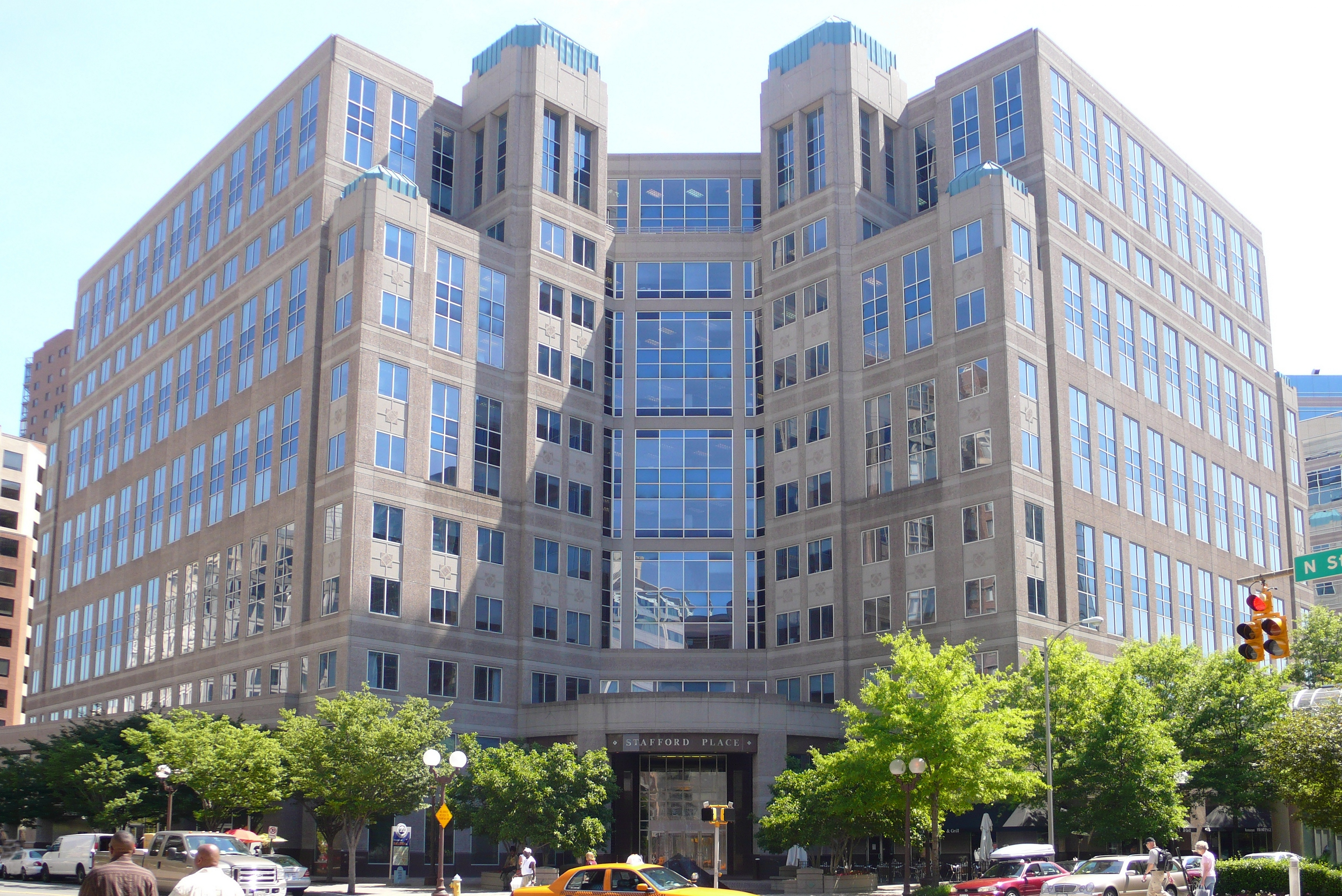
ساختمان بنیاد علوم ایالات متحدهٔ آمریکا

بنیاد ملی علوم (به انگلیسی: National Science Foundation) مشهور به NSF، یک سازمان دولتی در ایالات متحدهٔ آمریکا است که از ۱۹۵۰ تا کنون در توسعهٔ قوانین و سیاست‌های رسمی علمی در ایالات متحدهٔ آمریکا نقش اساسی ایفا کرده‌است. این سازمان از تحقیقات بنیادی و آموزش در همهٔ زمینه‌های علمی و مهندسی (به غیر از علوم پزشکی) حمایت می‌کند.
این سازمان نزدیک به ۱۷۰۰ کارمند دارد و بودجهٔ آن در سال ۲۰۱۰ برابر با ۶٫۸۷ میلیارد دلار بوده‌است.
مدیر و معاون بنیاد ملی علوم توسط رئیس‌جمهور ایالات متحده منصوب می‌شوند و توسط مجلس سنای ایالات متحده آمریکا تأیید می‌شوند، در حالی که ۲۴ عضو منصوب شده توسط رئیس‌جمهور از شورای علمی ملی (NSB) نیازی به تأیید سنا ندارند. مدیر و معاون مدیر مسئول مدیریت، برنامه‌ریزی، بودجه بندی و عملیات روزمره بنیاد هستند، در حالی که NSB شش بار در سال تشکیل جلسه می‌دهد تا سیاست‌های کلی خود را تنظیم کند. مدیر بنیاد ملی علوم فعلی ستورامان پنچاناتان است.

## تاریخچه
بنیاد ملی علوم توسط قانون بنیاد ملی علوم در سال ۱۹۵۰ تأسیس شد. مأموریت اعلام شده آن «ارتقاء پیشرفت علم؛ ارتقاء سلامت ملی، شکوفایی و رفاه و تأمین دفاع ملی است.» دامنه کار بنیاد ملی علوم در طول سال‌ها گسترش یافته‌است و شامل بسیاری از مواردی که در ابتدا شامل نمی‌شد می‌شود از جمله علوم اجتماعی و رفتاری، مهندسی و علوم و ریاضیات. بنیاد ملی علوم تنها آژانس فدرال ایالات متحده است که وظیفه پشتیبانی از همه زمینه‌های تحقیقاتی غیر پزشکی را دارد.